# Augustusberg (Berg)
Der Augustusberg ist ein 507 m ü. NHN hoher Berg im Osterzgebirge. Er erhebt sich östlich von Bad Gottleuba ca. 150 Meter über das Tal der Gottleuba.

## Geologie
Der Augustusberg ist hauptsächlich aus Graniten (Turmalingranit von Gottleuba, Markersbacher Biotitgranit) und Gneisen aufgebaut. Diese beiden erzgebirgischen Grundgesteine sind aber von kreidezeitlichen Ablagerungen bedeckt. Der Gipfel des Berges wird von grauen, eisenschüssigen Sandstein (Labiatus-Quader) aufgebaut.

## Wege zum Gipfel
Der Gipfel ist durch eine kurze Stichstraße von der Staatsstraße 173 Pirna–Landesgrenze (Petrovice u Chabařovic) (früher Neue Dresden-Teplitzer Poststraße) aus erreichbar. Zudem führen mehrere Wanderwege auf den Augustusberg. Auch der Bergwanderweg Eisenach–Budapest führt über den Gipfel.

## Berghotel und ehemaliger Aussichtsturm
Vorgänger des heutigen Berghotels war ein 1880 als „Bergrestauration“ errichtetes einfaches Blockhaus. Zeitgleich errichtete der Gebirgsverein für die Sächsisch-Böhmische Schweiz einen 10 Meter hohen hölzernen Aussichtsturm, der allerdings 1891 infolge Sturmschäden einstürzte. 1893 errichtete die Stadt Gottleuba einen Neubau, wiederum aus Holz, allerdings mit steinernen Unterbau. Dieser Turm musste wegen Baufälligkeit nach dem Zweiten Weltkrieg abgetragen werden, er blieb ohne Ersatz.

## Aussicht

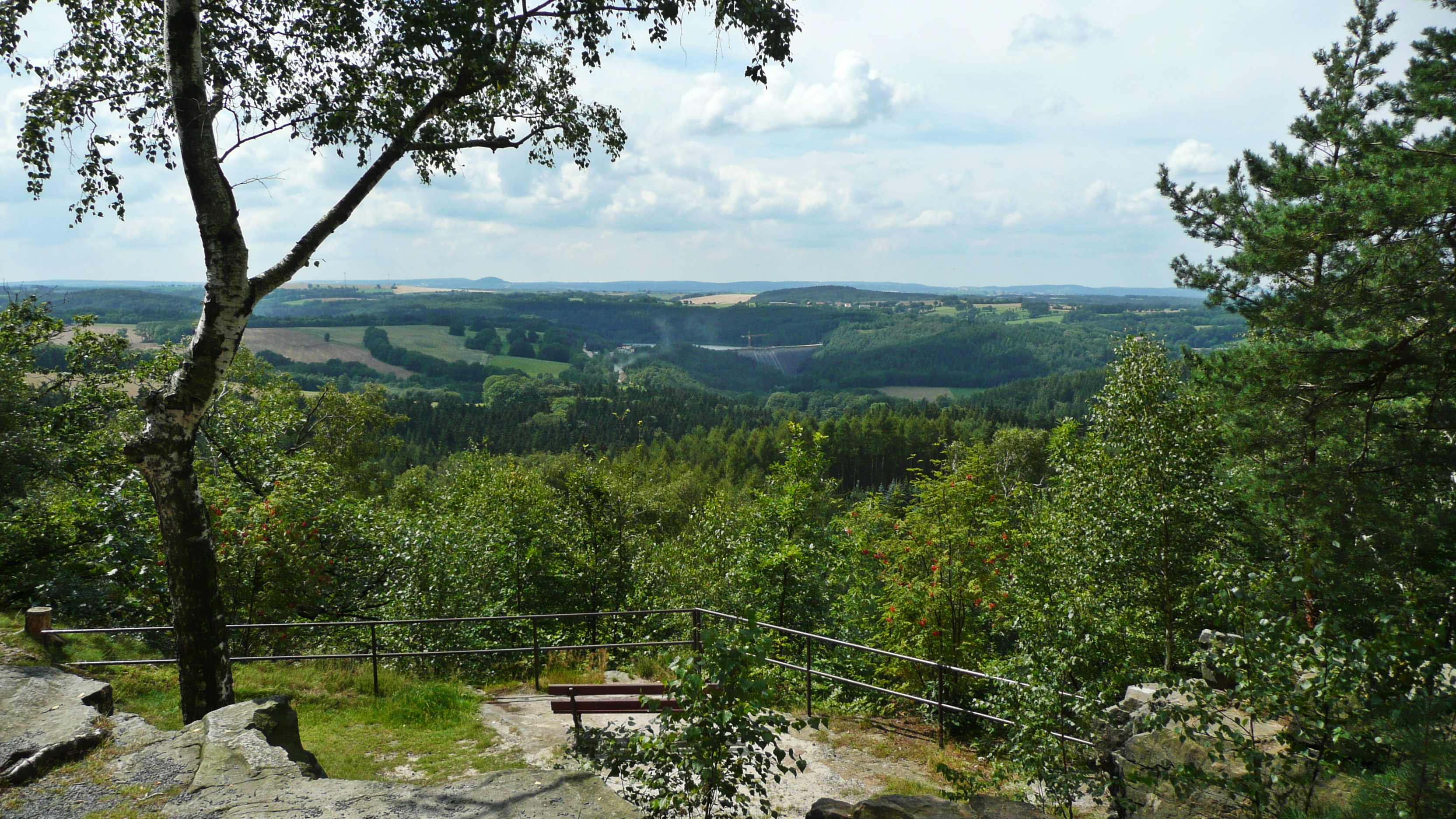
Blick vom Augustusberg in Richtung Südwesten über die Talsperre Gottleuba zum Kamm des Osterzgebirges

Der hoch über dem Osthang des Gottleubatales liegende Augustusberg bietet eine gute Fernsicht in Richtung Elbtal und Osterzgebirge. Bei guten Bedingungen reicht der Blick ins Elbtal bis zum Fernsehturm Dresden sowie in Richtung Osterzgebirge über die Talsperre Gottleuba bis zum Geisingberg, Kahleberg und der Burgruine Frauenstein.

## Denkmale
Auf dem Gipfel befindet sich ein 1963 gesetzter Gedenkstein, der anlässlich des 150. Jahrestages an die Kämpfe während der Befreiungskriege erinnert. Das Transformatorenhaus am Abzweig der Straße zum Augustusberg trägt seit 1913 eine entsprechende Inschrift. Im August und September 1813 kam es im Zusammenhang mit der Schlacht bei Kulm im Raum zwischen Berggießhübel und Hellendorf zu mehreren schweren Gefechten.

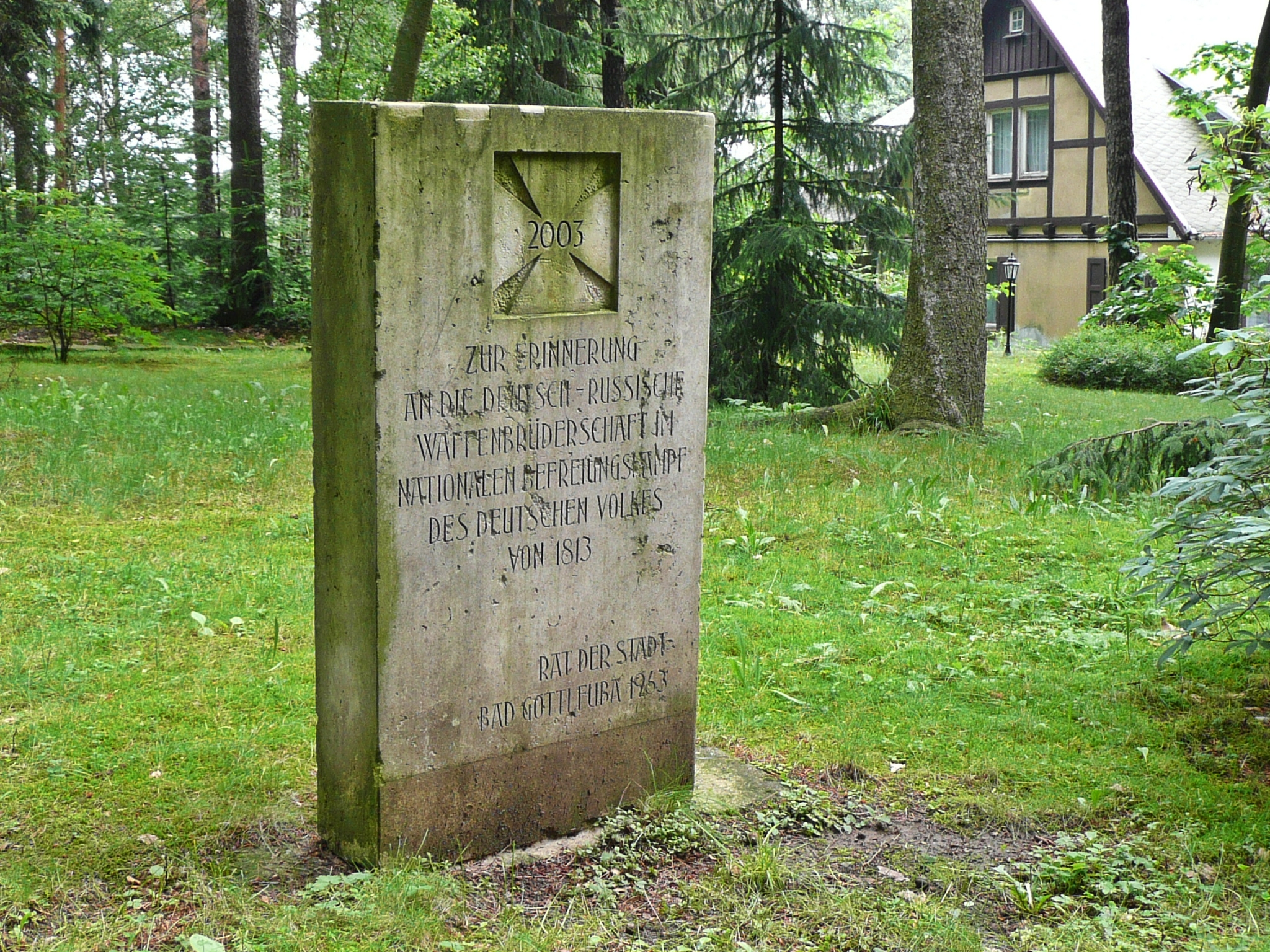
Gedenkstein für die Kämpfe in den Befreiungskriegen 1813
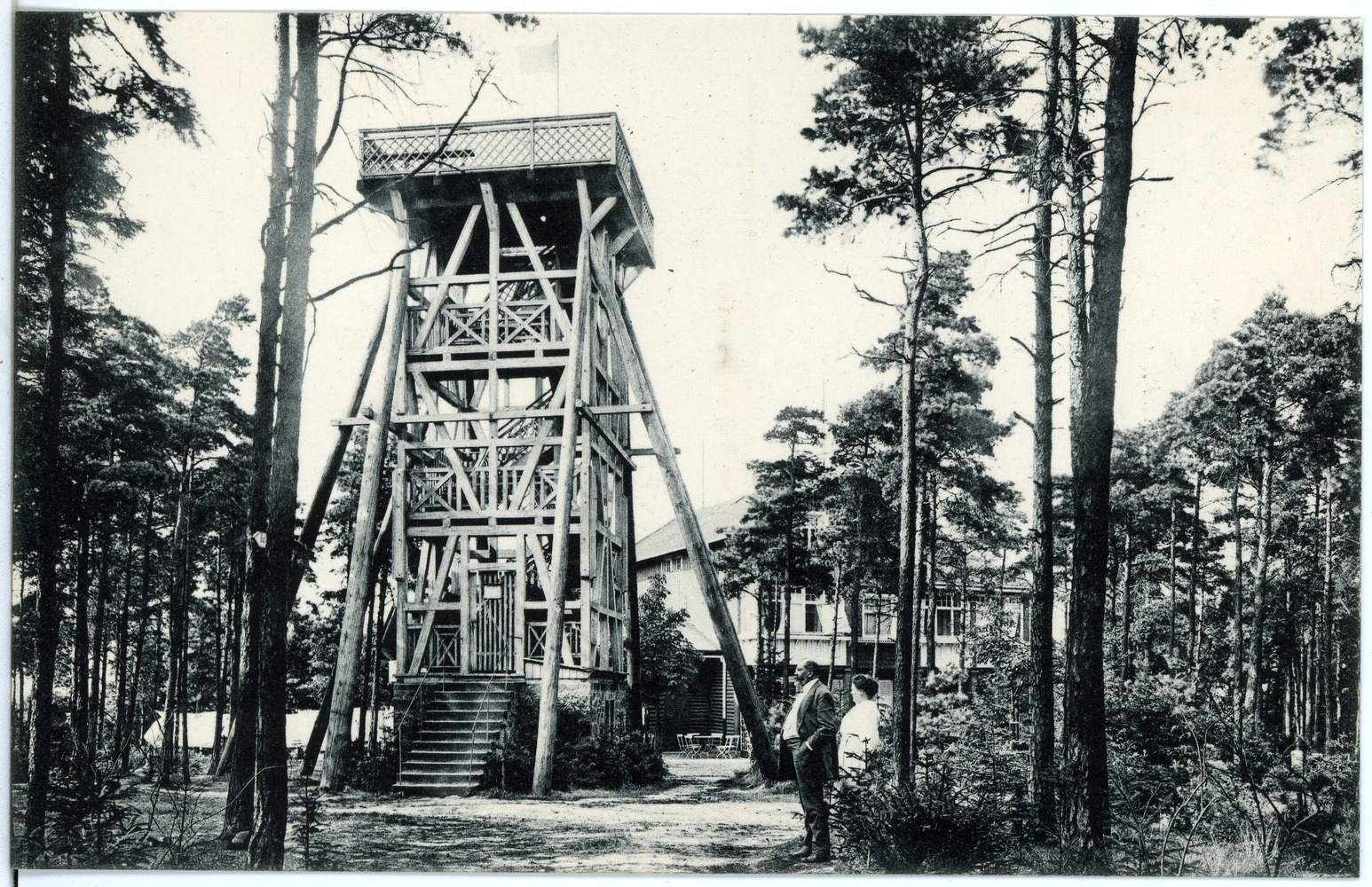
Der ehemalige Aussichtsturm, 1914
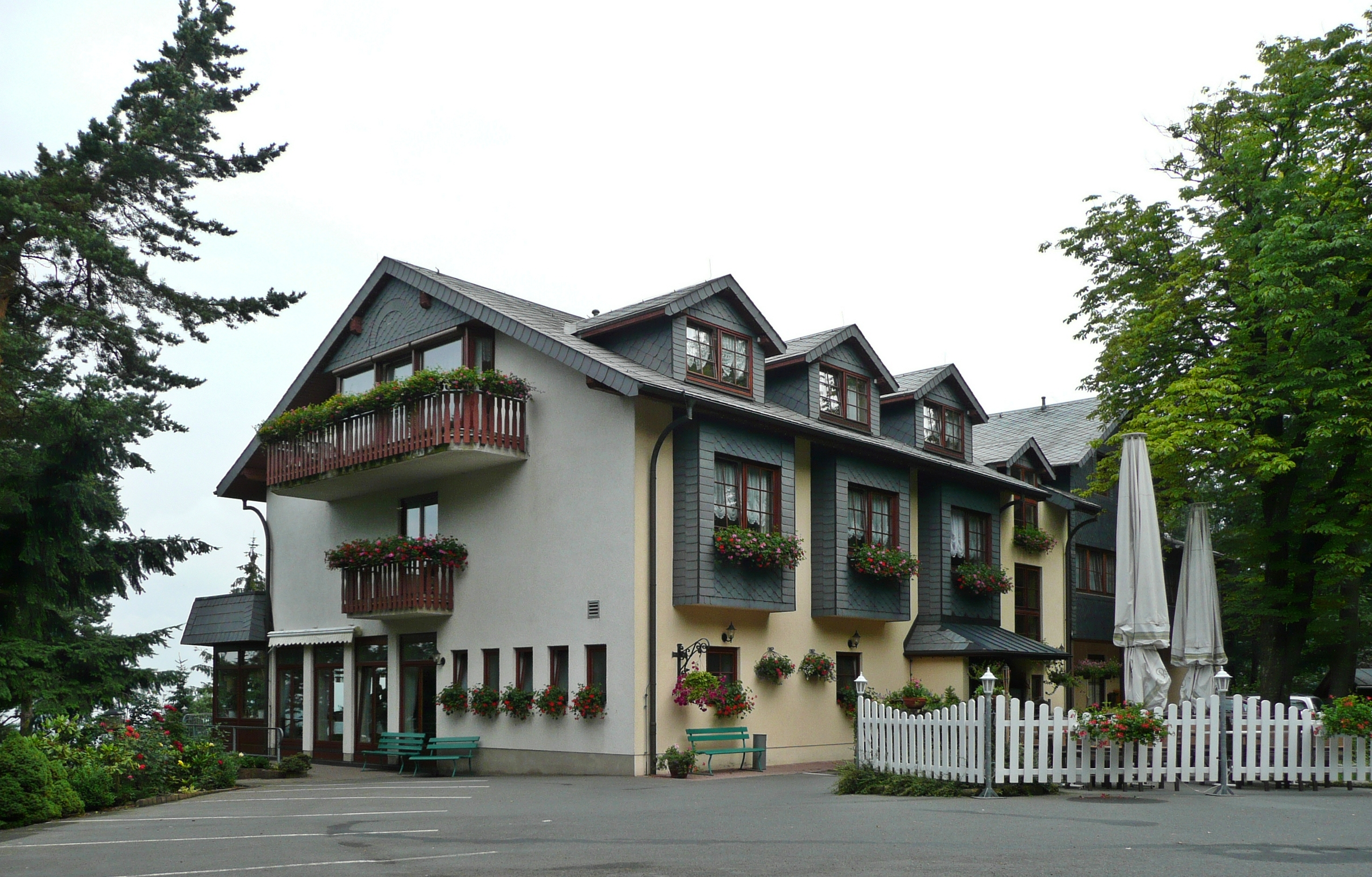
Das Berghotel auf dem Augustusberg